# Rzucewo-Kultur
Die Haffküstenkultur, polnisch kultura rzucewska, danach auch Rzucewo-Kultur (englisch Rzucewo culture), war eine archäologische Kultur der späten Jungsteinzeit (etwa 2700 bis 600 v. Chr.) auf dem Gebiet des ehemaligen Ostpreußens (heute zu Polen, dem russischen Kaliningrader Gebiet gehörend und Litauen).

## Verbreitungsgebiet
Die Haffküstenkultur erstreckte sich von der Danziger Bucht entlang der Ostseeküste über das Frische und das Kurische Haff bis Šventoji (deutsch Heiligenau) in Litauen. Litauische und lettische Archäologen gehen von einer weiteren Ausdehnung landeinwärts nach Osten aus.
Die Kultur ist benannt nach dem Fundort bei Rutzau, polnisch Rzucewo, Teil der Landgemeinde Puck.

## Entstehung
Die Haffküsten-Kultur gilt als örtliche Ausprägung der Schnurkeramikkultur auf der Grundlage der Narva-Kultur und Einflüssen der östlichen Trichterbechergruppe sowie der Kugelamphorenkultur. Ihr wichtigstes Exportgut ist der Bernstein, wodurch sie früh an den nordeuropäischen Handel angeschlossen wird.

## Wirtschaft
Fischfang, Jagd (Seehunde!) und Viehhaltung (Rinder, Schweine, einige Ziegen) waren die Grundlagen der Ernährung. Ackerbau wurde kaum betrieben. Bernstein wurde in großen Mengen bearbeitet (Schmuck) und gehandelt. In Juodkrantė (dt. Schwarzort) auf der Kurischen Nehrung wurde eine große Menge bearbeiteter Bernstein gefunden.
Die Häuser waren an die Küstenbedingungen angepasst.

## Veränderungen
Ab Ende des 2. Jahrtausends v. Chr. ist ein starker Einfluss der Lausitzer Kultur erkennbar.
Ab ca. 600 v. Chr. entsteht die Westbaltische Hügelgräberkultur.